# 1928年サンモリッツオリンピックのカナダ選手団
1928年サンモリッツオリンピックのカナダ選手団（1928ねんサンモリッツオリンピックのカナダせんしゅだん）は、1928年2月11日から2月19日までスイスのサンモリッツで開催された1928年サンモリッツオリンピックのカナダ選手団、およびその競技結果。

## 概要
今大会は金メダル1個を獲得した。唯一のメダルとなったのはアイスホッケー男子で、前回大会に続き金メダルを獲得して2連覇を達成した。

## メダル
| メダル | 選手名 | 競技           | 種目 |
| ------ | --- | -------------- | ---- |
| 金     | チャールズ・デライー フランク・フィッシャー ルイス・ハドソン ノルベルト・ミューラー ハーバート・プラクストン ヒュー・プラクストン ロジャー・プラクストン ジョン・ポーター フランク・サリバン ジョセフ・サリバン ロス・テイラー デビッド・トロティエ | アイスホッケー | 男子 |

## スキー

### クロスカントリー
- ウィリアム・トンプソン
  - 男子18km：38位
- メリット・ピットマン
  - 男子18km：41位

### ノルディック複合
- メリット・ピットマン
  - 男子個人：27位
- ウィリアム・トンプソン
  - 男子個人：棄権

### ジャンプ
- ジェラルド・デュピュイ
  - 男子ノーマルヒル：15位

## スケート

### フィギュアスケート
- モントゴメリー・ウィルソン
  - 男子シングル：13位
- ジャック・イーストウッド
  - 男子シングル：16位
- セシル・スミス
  - 女子シングル：5位
- コンスタンス・ウィルソン
  - 女子シングル：6位
- モード・スミス・ジャック・イーストウッド
  - ペア：10位

### スピードスケート
- ロス・ロビンソン
  - 男子500m：14位
  - 男子1500m：17位
  - 男子5000m：22位
- ウィリー・ローガン
  - 男子500m：11位
  - 男子1500m：21位
  - 男子5000m：29位
- チャールズ・ゴーマン
  - 男子500m：7位
  - 男子1500m：12位

## アイスホッケー
- 男子：金メダル

| 決勝ラウンド：3勝 |   |    |   |   |   |              |
| カナダ            | ○ | 11 | - | 0 | ● | スウェーデン |
| カナダ            | ○ | 14 | - | 0 | ● | イギリス     |
| カナダ            | ○ | 13 | - | 0 | ● | スイス       |